# FC 07 Albstadt
Der FC 07 Albstadt ist ein Fußballverein aus der baden-württembergischen Stadt Albstadt.

## Geschichte
Der Vorgängerverein FC Ebingen wurde am 27. September 1907 im Nebenzimmer des Gasthauses Sternen in Ebingen gegründet. Der Verein wurde später in VfB Ebingen (vorübergehend mit Leichtathletik-Abteilung) und schließlich 1923 in FV 07 Ebingen umbenannt.
Nach Beschluss der zunächst getrennt tagenden Mitgliederversammlungen (Zollern-Alb-Halle) erfolgte mit Wirkung am 1. Juli 1998 die Verschmelzung der beiden Traditionsvereine FC 1910 Tailfingen und FV 07 Ebingen (beide Vereine zählten jahrzehntelang zu den führenden Mannschaften der Region) zum FC 07 Albstadt.

Altes Logo FC Tailfingen

Beide Vereine spielten ab 1933 in der damals zweitklassigen Fußball-Bezirksklasse Württemberg. Der FC 1910 Tailfingen spielte insgesamt fünf Jahre in der Fußball-Oberliga Baden-Württemberg, seinerzeit die dritthöchste Liga Deutschlands. Auch der FV 07 Ebingen agierte lange Zeit hochklassig. 1949/50 spielte der Club eine Saison in der Oberliga Südwest/Süd. Später spielte Ebingen viele Jahre in der Schwarzwald-Bodensee-Liga, wie die 1. Amateurliga, Vorgänger der Oberliga, zwischen 1961 und 1978 hieß. 1964 und 1965 wurde der FV 07 Ebingen zwar Meister der Liga, die Amateure des VfB Stuttgart setzten sich jedoch jeweils als Württembergischer Meister durch. Die ewige Tabelle der legendären Schwarzwald-Bodensee-Liga wird vom FC 1910 Tailfingen direkt vor dem damaligen Ebinger Lokalrivalen angeführt.
Überregional machten die beiden Vereine durch DFB-Pokalspiele auf sich aufmerksam. Der  FC 1910 Tailfingen trat gegen Rot-Weiss Essen, SC Freiburg oder den VfL Bochum an. 1985 wurde der FV 07 Ebingen Sieger im WFV-Pokal, als der FC Wangen 05 4:3 geschlagen werden konnte. In der ersten Runde des DFB-Pokals scheiterte der Klub jedoch deutlich mit 2:7 gegen den 1. FC Nürnberg.
Den wohl größten sportlichen Erfolg einer Fußballjugendmannschaft des Zollernalbkreises konnte die B-Jugend des FC Tailfingen 1980 mit dem Gewinn der Württembergischen Meisterschaft gegen die Stuttgarter Kickers um Jürgen Klinsmann erzielen. Das Endspiel wurde durch ein Tor von Axel Thoma mit 1:0 gewonnen und man qualifizierte sich dadurch für die Deutsche Meisterschaftsrunde. Die Grün-Weißen unterlagen im Achtelfinale dem späteren Deutschen Meister Eintracht Frankfurt. Spieler dieser Jugendmannschaft, die von Günter Jetter trainiert wurde, waren unter anderem die beiden späteren Bundesligaprofis Egon Flad und Axel Thoma.
Der FC 07 Albstadt spielte nach der Fusion in der Verbandsliga Württemberg, musste jedoch 2001 in die Landesliga absteigen. Dort erreichte der Klub Mittelfeldplätze, geriet – als Aufstiegsaspirant gestartet – während der Saison 2006/07 in Abstiegsgefahr, rettete sich jedoch im Relegationsspiel gegen den Bezirksliga-Vizemeister TSG Ehingen/Donau auf neutralem Platz in Burladingen durch ein 3:2 n. V.
Anlässlich des hundertjährigen Jubiläums des FC 07 Albstadt gastierte der Deutsche Rekordmeister FC Bayern München am 15. Juli 2007 vor 10.000 Zuschauern zu einem Freundschaftsspiel im Albstadion. Das Team von Bayern-Trainer Ottmar Hitzfeld siegte deutlich mit 13:0 gegen den damaligen Landesligisten.
Am 8. Juli 2009 gastierte der VfB Stuttgart beim FC 07 Albstadt. Die Stuttgarter siegten vor rund 5.000 Zuschauern mit 5:0 (1:0).
Nachdem der FC 07 schon in der Spielzeit 2009/10 die Aufstiegsrelegation erreicht hatte, aber am VfL Sindelfingen gescheitert war, konnte der Verein im dritten Spiel der Relegation 2010/11 mit einem 3:0-Erfolg gegen den TV Echterdingen die Rückkehr in die Verbandsliga feiern. Am Ende der Saison 2018/19 stieg man nach acht Verbandsligajahren wieder in die Landesliga ab.

## Erfolge
- 1964: Meister der 1. Amateurliga Schwarzwald-Bodensee (FV 07 Ebingen)
- 1965: Meister der 1. Amateurliga Schwarzwald-Bodensee (FV 07 Ebingen)
- 1985: WFV-Pokalsieger (FV 07 Ebingen)
- 1988: Meister der Verbandsliga Württemberg (FC Tailfingen)

## Trainer
- Abdussamed Akbaba (2024 - )
- Markus Pleuler (2012–2015)
- Öskan Acar (2015)
- Alexander Eberhart  (2015–2023)
- Oliver Hack  (2023–)

## Spieler
- Marcel Witeczek (2005–2007)
- Kevin Dicklhuber (20??–2009) Jugend, (2009–2011, 2014–2016) Spieler